# Geografía de Tayikistán

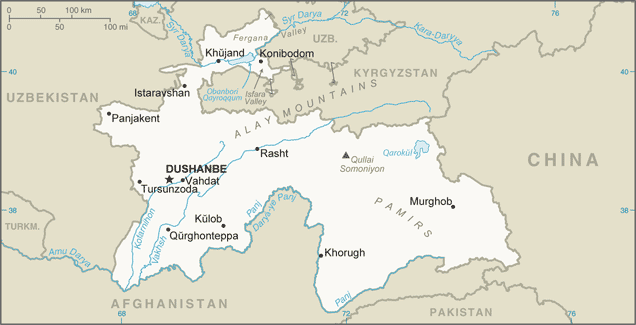
Mapa de Tayikistán.

A una latitud de 39'40' Norte y una longitud de 71'14' Este, Tayikistán se encuentra situado en el centro de Asia. Sus fronteras al norte y oeste son Kirguistán y Uzbekistán. Las fronteras chinas se encuentran al oeste y las de Afganistán al sur. 
El 93% de la superficie de Tayikistán está compuesto por montañas. Las dos principales cordilleras son las de Pamir y Alai, que se conecta con la Tian Shan, de las que parten los glaciares y ríos cuyas aguas se han usado para regar los cultivos desde la antigüedad. Las montañas separan los dos mayores asentamientos del país, que se encuentran en los valles del norte y del sur. La industria y agricultura intensiva llevada a cabo por la Unión Soviética ha dejado innumerables problemas ecológicos en Tayikistán..

## Área y fronteras
Tayikistán posee 143 100 km². La distancia máxima E-O es de 700 km y N-S de 350 km. Las fronteras se extienden por 3000 km, de las cuales 430 km son con China y 1030 km con Afganistán. La mayor parte de la frontera meridional la compone el río Amu Daria (darya significa río en persa) y su tributario, el río Panj cuyas fuentes se encuentran en ambos Estados. Los otros estados fronterizos son Uzbekistán y Kirguistán.

## Relieve

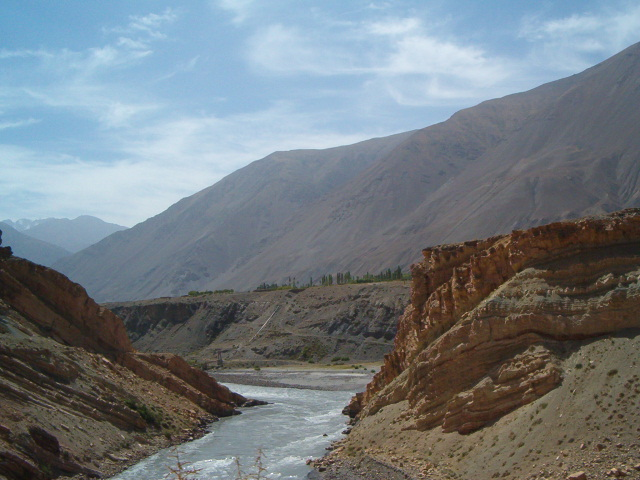
Vista del valle del río Zeravshan en la cordillera de Turquestán.

Las elevaciones menores de Tayikistán están separadas en las regiones norte y sur por tres cadenas montañosas que constituyen la extensión más occidental del sistema montañoso del Tien Shan. Situadas de forma paralela de oeste a este, las cadenas son, de norte a sur, la cordillera de Turquestán, la cordillera Zeravshan y la cordillera Gissar. 
Más de la mitad de Tayikistán se encuentra por encima de 3000 m. Incluso las tierras bajas, en el valle de Fergana, se encuentran muy por encima. En la cordillera de Turquestán, la máxima elevación es de 5510 m, al este, en la frontera con Kirguistán, región dominada por el sistema Pamir-Alai, que incluye dos de las cimas más altas de la vieja Unión Soviética, el pico Lenin, de 7134 m, y el monte Comunismo, ahora llamado pico Ismail Samani de 7495 m. Entre los numerosos glaciares destaca el glaciar Fedchenko, que cubre más de 700 km² y es el más grande del mundo fuera de las regiones polares.
El valle de Fergana, ocupado en parte por una prolongación al norte del país, rodeada por Uzbekistán y Kirguistán, fruto de las divisiones arbitrarias de la extinta Unión Soviética, está irrigado por el curso alto del río Sir Daria, y rodeado por la cordillera de Turquestán, al sur, y las montañas Kuramin, al norte. Aquí se encuentra loa zona más baja del país, en Juyand, en la ribera del Sir Daria, en un lugar muy apreciado por la fertilidad de los suelos aluviales depositados por las montañas.

### Pamir de Tayikistán

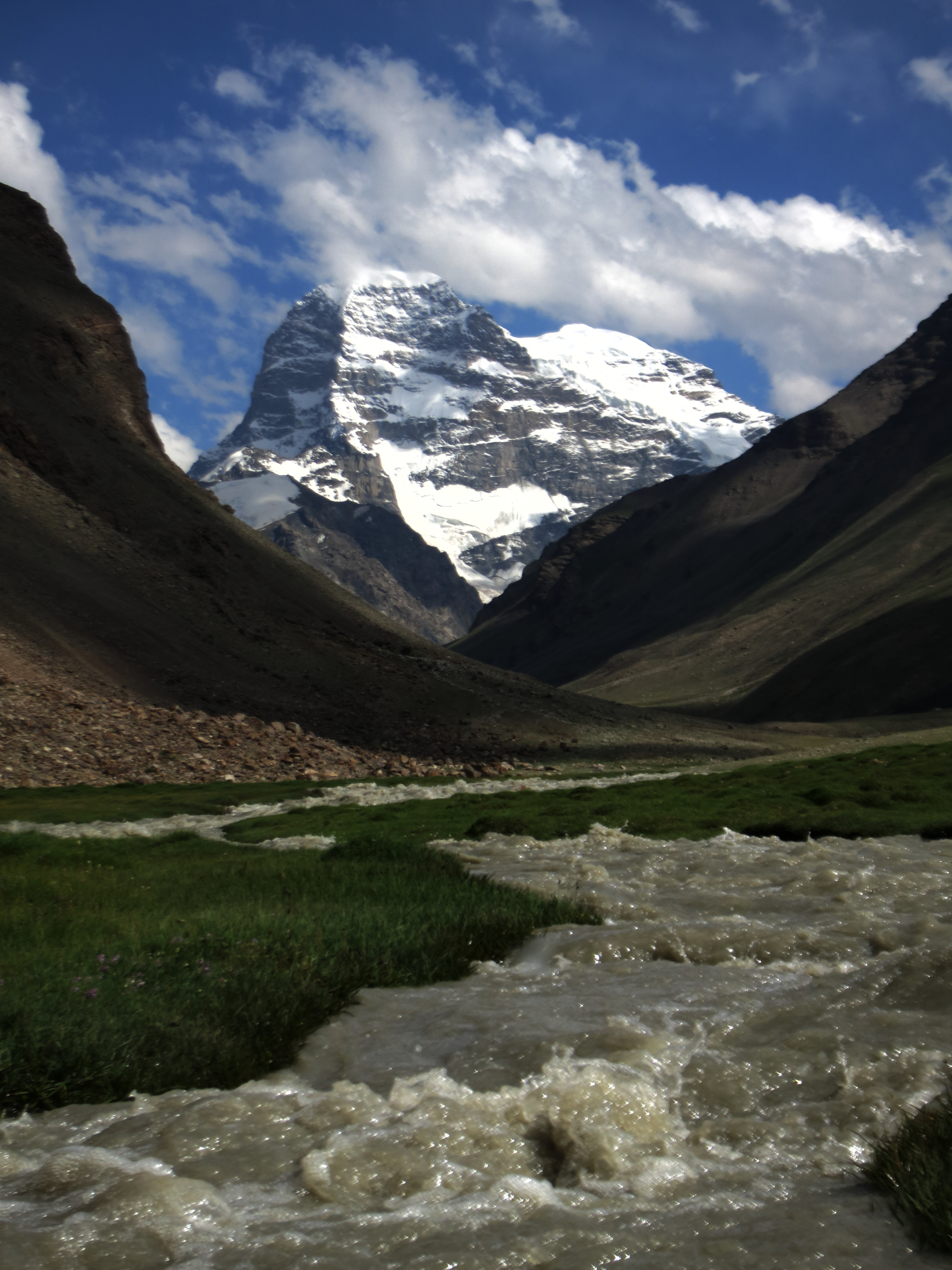
Pico Engels, de 6.510 m

Tayikistán pose algunas de las montañas más elevadas del mundo, incluyendo el sistema montañoso del Pamir y las montañas Alai. Casi la mitad del país se encuentra por encima de 3000 m. La cordillera del Pamir se encuentra principalmente en la provincia de Alto Badajshán, en la mitad oriental del país. El borde norte está formado por las montañas del Trans-Alai, que culminan en el pico Independencia o Qullai Istiqlol (6974 m) y están atravesadas por el paso Kyzylart, a 4280 m.
La cima más alta del Pamir es el pico Ismail Samani (7496 m) también conocido como pico Stalin y pico Comunismo, en el borde noroeste de la provincia, situado entre el pico Lenin o Ibn Sina (7134 m), en la frontera con Kirguistán, y el pico Korzhenevskaya (7105 m), en los montes de la Academia de Ciencias. El borde sur está formado por las crestas septentrionales de la cordillera del Karakórum, con los picos Mayakovski (6096 m), Karl Marx (6726 m), Engels y Concord (5469 m), siguiendo la frontera con Afganistán.

## Hidrografía

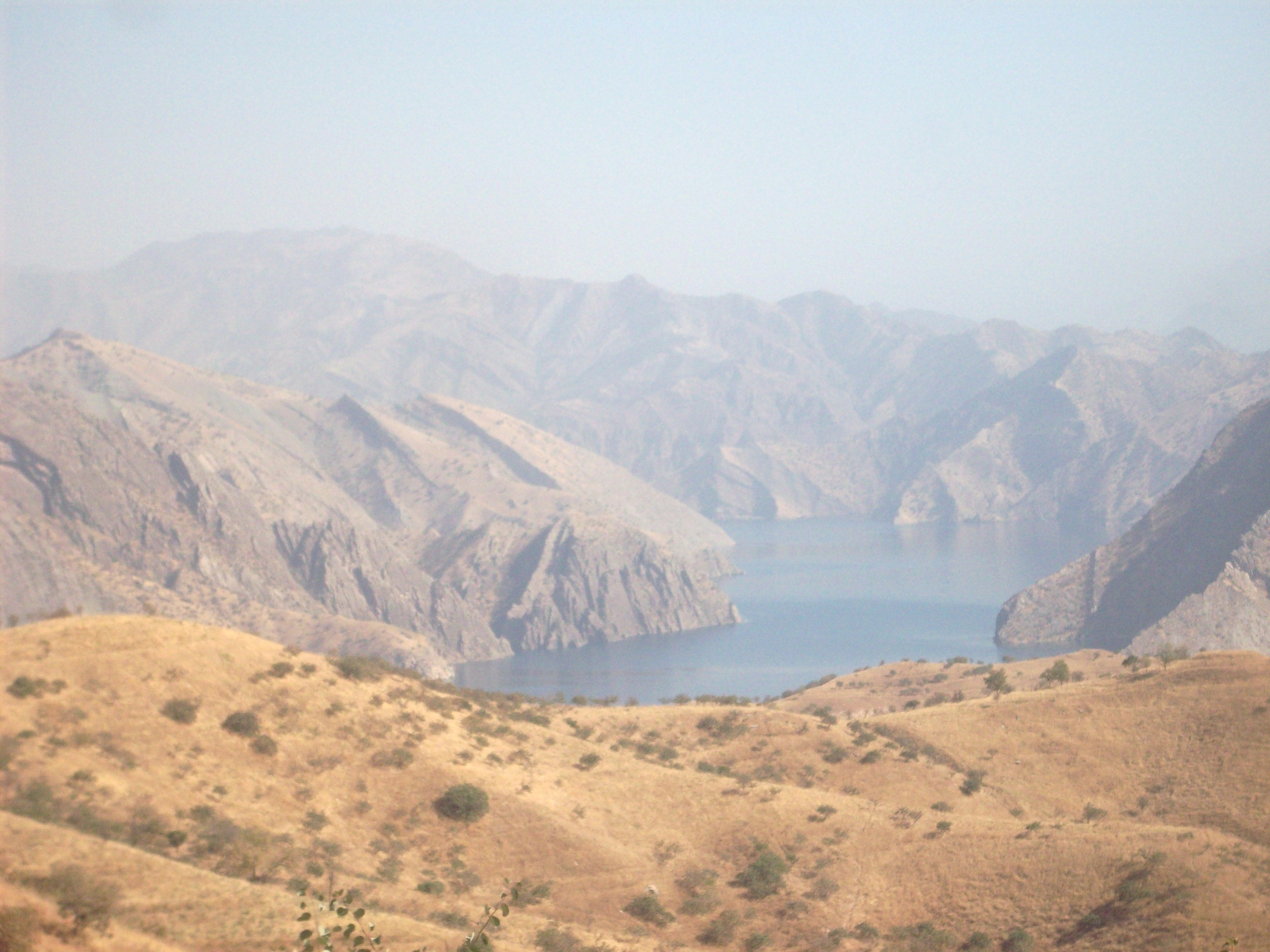
Embalse de Nurek, en el río Vajsh

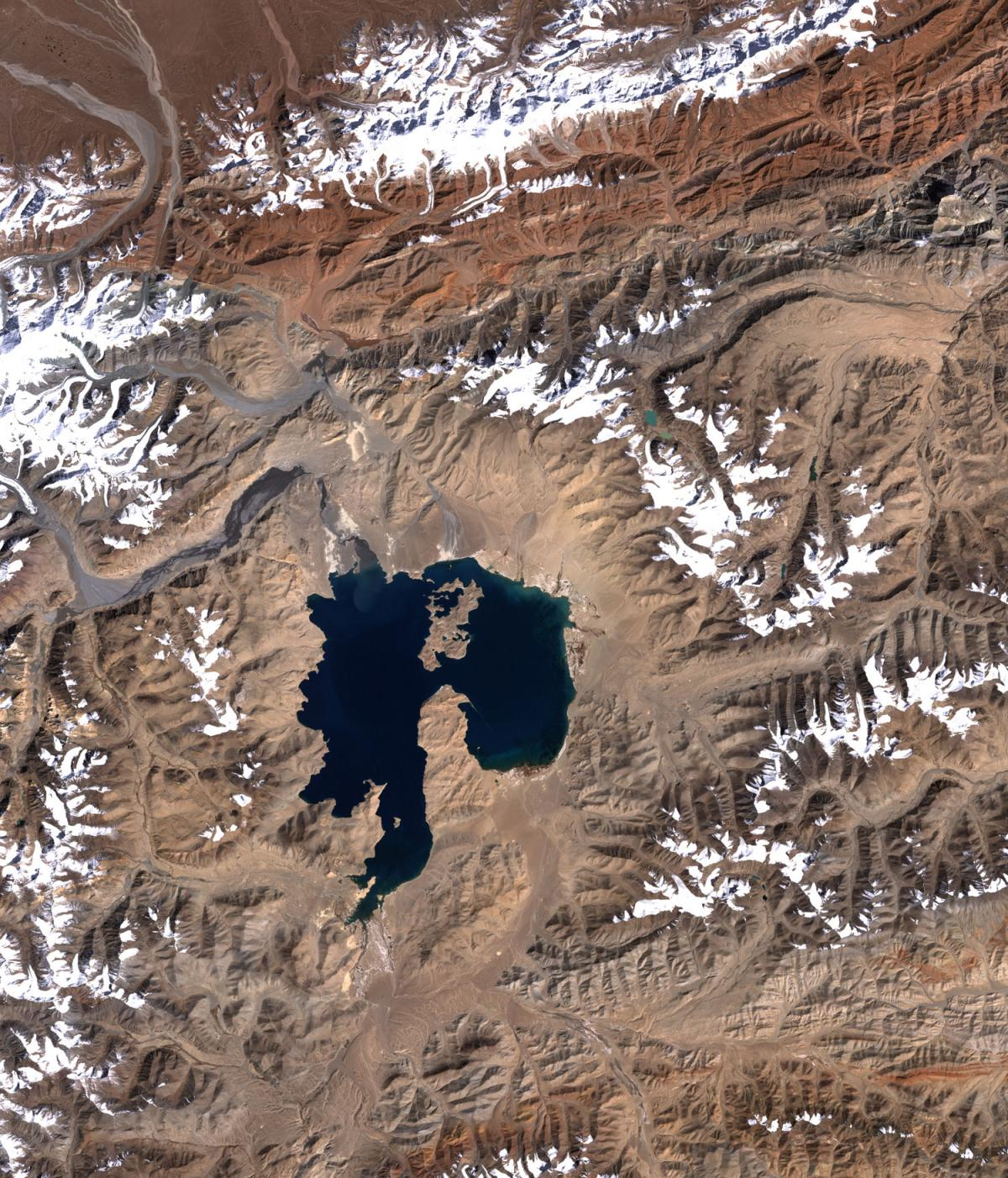
El lago Karakul se encuentra en el cráter de un meteorito en Tayikistán.

El muy denso sistema fluvial de Tayikistán tiene dos ríos principales, el Amu Daria Y el Sir Daria. Los afluentes más importantes del Amu Daria son el río Vajsh y el río Kofarnihon, que forman valles que van de nordeste a sudoeste en la parte occidental del país.
El río Amu Daria es el más importante de Asia Central. Su parte superior, el río Panj, tiene 921 km. El nombre del río cambia cuando se unen el Panj, el Vajsh y el Kofarnihon para dar nombre al Amu Daria. El río Vajsh se llama Kyzyl-Suu en Kirguistán y Surkhob en el centro norte de Tayikistán. En su cauce se construyeron en época soviética numerosos embalses para el regadío y la producción de energía hidroeléctrica, destacando la presa de Nurek, con 3015 MW.
Los dos ríos más importantes al norte de Tayikistán son el río Sir Daria y el río Zeravshan. El Sir Daria recorre 195 km por el valle de Fergana al norte del país. El río Zeravshan recorre 316 km por el centro del país.
El caudal de los ríos aumenta en dos ocasiones, una por la lluvia y el deshielo de la nieve en primavera, y otra en verano por la fusión de los glaciares, más fiable y útil para la agricultura de Fergana.
La mayor parte de los lagos se encuentran en la región del Pamir y son de origen glaciar. El lago Karakul, el más grande, con 380 km², es endorreico y se formó en el cráter de impacto de un meteorito.

## Clima

Mapa de Köppen de climas de Tayikistán. En rosa, continental templado; en amarillo, mediterráneo cálido; en color salmón, desético frío, y en amarillo medio, semiárido frío.

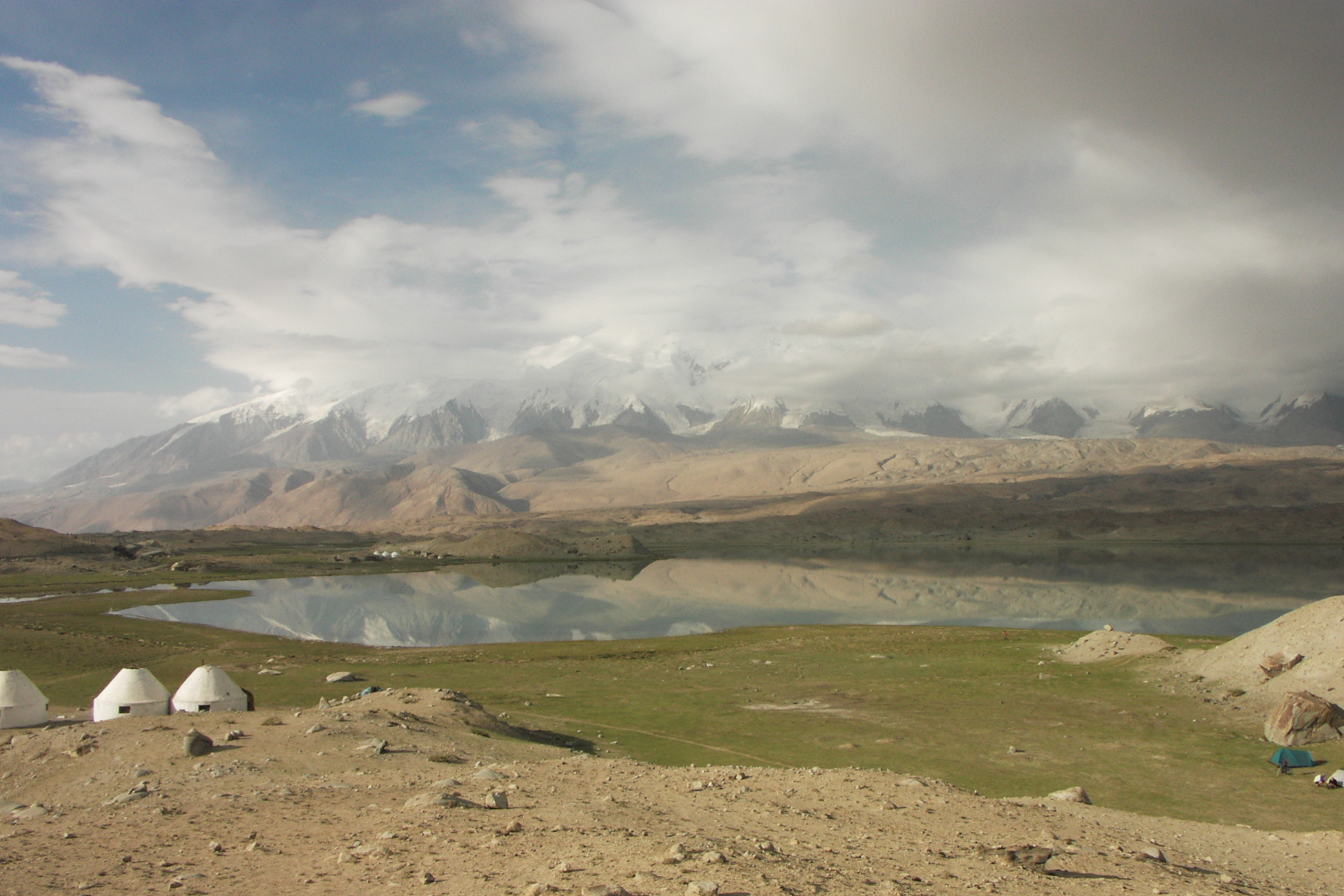
Vista del lago Karakul.

El clima de Tayikistán es continental, subtropical y semiárido con algunas regiones desérticas. El valle de Fergana y otras zonas de baja altitud están protegidas de las masas de aire ártico por las montañas, aunque sufren cada año de más de cien días con temperaturas bajo cero. En los valles subtropicales del sudoeste, con las temperaturas más altas, el clima es desértico, pero están bien regados por los ríos de las montañas.
Tayikistán es el país de Asia Central con mayores precipitaciones, con una media anual de 500-600 mm en los valles de Kafirnigan y Vajsh en el sur y de 1500 mm en las montañas. En la zona del glaciar Fedchenko caen más de dos metros de nieve cada año. La zona más seca es el Pamir Oriental, con unos 100 mm de lluvia anuales.
Las lluvias se producen en invierno y primavera, entre noviembre y abril, cuando también se pueden dar tormentas de viento. Unos vientos llamados afghanets provocan tormentas de polvo procedentes de Afganistán, mientras en los valles, sopla un viento cálido y seco llamado harmsil. En el este, los monzones de Asia provocan tormentas de polvo hasta en verano.
En Juyand, en el norte, en el valle de Fergana, a 350 m, las temperaturas oscilan a diario entre los 20 y los 35.oC en verano, y los -3 y los 5.oC en invierno, con unas escasas precipitaciones anuales de 170 mm, sin lluvias entre julio y septiembre y un máximo en primavera de 25-30 mm.
En Dusambé, la capital, a 800 m, al oeste, caen 610 mm, con casi ninguna lluvia en verano y más de 100 mm en mayo y abril. Las temperaturas son muy similares a las de Juyand, aunque en invierno las olas de frío pueden hacer bajar los termómetros a más de -10.oC. En Qurghonteppa, en el sudoeste, caen 280 mm, con lluvias primaverales, pero aquí, aunque las medias son como en las otras ciudades, se producen extremos con olas de calor (45.oC) y olas de frío (-20.oC)
En zonas más extremas, como Khorugh, en el valle del río Panj, a 2000 m de altura, con 230 mm de lluvia, las temperaturas son más extremas en invierno, con medias en julio y agosto de 15 a 30.oC y en enero de -11 a -1.oC. En sitio como el valle de Rangkul, en el Pamir, al este de Tayikistán, donde hay una zona de importancia para las aves, a 3.800 m de altitud y con menos de 100 mm de precipitación, las medias de julio son de 2 a 14.oC y las de enero de -22 a -11.oC.

## Áreas protegidas de Tayikistán
En Tayikistán hay 26 zonas protegidas que cubren 31 690 km² , el 22,3 por ciento de los 142 244 km²  del país. De estas, 2 son parques nacionales, 1 es un parque natural y 17 son reservas. Un sitio es patrimonio de la Humanidad (Parque nacional Pamir) y 5 son sitios Ramsar.
- Parque nacional Pamir, también Tajik o Montañas de los Pamires, 25 000 km² al este del país, en el llamado Nudo del Pamir, donde se hallan las montañas más altas, con más de 7000 m y 1085 glaciares inventariados, entre ellos el más grande fuera de las regiones polares, con 170 ríos y más de 400 lagos. Entre los animales, el argalí o carnero de Marco Polo, el leopado de las nieves y el íbice siberiano. El lugar, sometido a frecuentes terremotos violentos, está deshabitado.[6]

- Parque nacional natural e histórico de Shirkent, 319 km² en el extremo occidental del país, en la Región bajo subordinación republicana, cerca de Uzbekistán. Entre 800 y 4500 m, al sur de los montes Hissar, al oeste del Pamir, en la cuenca del río Shirkent, afluente del Surjan Daria, afluente a su vez del Amu Daria. Entre bosque húmedo y praderas alpinas, se encuentran el leopardo de las nieves, el oso pardo, el lobo y el zorro.[7]

Tayikistán se une a la Convención Ramsar sobre los humedales en 2001. BirdLife International ha catalogado 18 zonas del país como IBAS (Important Bird and Biodiversity Areas), que cubren un total de 11.831 km², con 326 especies de aves, de las que 274 son migratorias, 231 son terrestres, 14 son aves marinas y 95 son aves acuáticas. En total, hay 15 especies amenazadas.
Los sitios Ramsar son:
- Lago de Karakul (36.400 hectáreas, ca. 39°05′N 073°29′E) en la zona oriental del país.
- Embalse de Kairakkum (52.000 hectáreas, ca. 40°20′N 070°10′E), en el extremo nororiental del país.
- Curso inferior del río Panj (o Pjandj) (620 kilómetros de río, riberas e islas; no se especifica su superficie, ca. 37°10′N 068°30′E), en el extremo sudoccidental del país.
- Lagos Shorkul y Rangkul (2400 hectáreas, ca. 38°28′N 074°10′E); ambos lagos forman parte del Área de importancia para las aves del valle de Rangkul, una zona de 1.612 km² al este del Pamir, clasificada como IBA por BirdLife International. Los lagos, endorreicos, se encuentran a 3.600-4.000 m de altitud y están conectados por el canal de Izyuk. Shorkul, de 7 km², es de agua salobre, Rangkul, de 8 km², es de agua dulce. Se hielan en invierno y no contienen peces, aunque sí invertebrados, entre ellos larvas de mosquitos.[11]
- Lago Zorkul (3.800 hectáreas, ca. 37°23′N 073° 20′E), 4.130 m de altitud.